# جورج واشنطن بوش
جورج واشنطن بوش (بالإنجليزية: George Washington Bush)‏ هو فلاح أمريكي، ولد في 1779 في بنسيلفانيا في الولايات المتحدة، وتوفي في 1863 في واشنطن في الولايات المتحدة.